# Фрідріх-Карл Маркс
Фрідріх-Карл Маркс (нім. Friedrich-Karl Marks; 5 червня 1914, Ганновер — 7 квітня 1943, Біскайська затока) — німецький офіцер-підводник, капітан-лейтенант крігсмаріне.

## Біографія
8 квітня 1934 року вступив на флот. З вересня 1938 по 10 квітня 1940 року — артилерійський, дивізійний і вахтовий офіцер на легкому крейсері «Кенігсберг». З квітня 1940 року — командир батареї 504-го морського артилерійського дивізіону. З серпня 1940 року служив в береговій обороні західного узбережжя Норвегії.
З 1 листопада 1940 по 26 квітня 1941 року пройшов курс підводника, з 27 квітня по 22 травня — курс командира підводного човна, з 23 травня по 14 липня — командирську практику на підводному човні U-75, на якому взяв участь в одному поході (29 травня — 3 липня), під час якого були потоплені 3 кораблі загальною водотоннажністю 16 214 тонн. 15 липня 1941 року напарвлений на будівництво U-376. З 21 серпня 1941 року — командир U-376, на якому здійснив 8 походів (разом 161 день в морі) і потопив 2 кораблі загальною водотоннажністю 10 146 тонн.
| Дата            | Назва корабля | Тип               | Тоннаж | Вантаж                                                    | Екіпаж | Загинули | Країна             | Конвой |
| --------------- | ------------- | ----------------- | ------ | --------------------------------------------------------- | ------ | -------- | ------------------ | ------ |
| 30 березня 1942 | Induna        | Торговий пароплав | 5,086  | 2700 тонн військових матеріалів і бензину                 | 66     | 38       | Британська імперія | PQ-13  |
| 10 липня 1942   | Hoosier       | Торговий пароплав | 5,060  | 5029 тонн техніки, вибухівки та танків як палубний вантаж | 53     | 0        | США                | PQ-17  |

7 квітня 1943 року U-376 і всі 47 членів екіпажу зникли безвісти у Біскайській затоці.

## Звання
- Кандидат в офіцери (8 квітня 1934)
- Морський кадет (26 вересня 1934)
- Фенріх-цур-зее (1 липня 1935)
- Оберфенріх-цур-зее (1 січня 1937)
- Лейтенант-цур-зее (1 квітня 1937)
- Оберлейтенант-цур-зее (1 квітня 1939)
- Капітан-лейтенант (1 березня 1942)

## Нагороди
- Медаль «За вислугу років у Вермахті» 4-го класу (4 роки)
- Залізний хрест
  - 2-го класу (1 травня 1940)
  - 1-го класу (27 квітня 1942)
- Нагрудний знак підводника (4 липня 1941)
- Нагрудний знак флоту (28 жовтня 1941)